# Irini Tsamadou Jacoberger
Irini Tsamadou Jacoberger, vorehelich: Irini Tsamadou (griechisch Ειρήνη Τσαμαδού; * 1958) ist eine griechisch-französische Sprachwissenschaftlerin und Neogräzistin.
Tsamadou hat zunächst ein Studium der Philologie an der Universität Athen im Jahr 1980 mit dem Diplom abgeschlossen. 1984 wurde sie an der Universität Paris VII mit einer Dissertation über den Genitiv im Neugriechischen in Linguistik promoviert. Daran schloss sie ein Studium des Englischen und der englischen Sprachwissenschaft in Yale und am Institut Charles V in Paris an. Nach einer Tätigkeit als Lektorin am Institut national des langues et civilisations orientales (1984–1988) und als Maître de conférences an der Universität Straßburg (1988–1999) folgte 1995 das Doctorat d’État ès Lettres et Sciences du langage an der Universität Paris VII mit einer Schrift über das Substantiv im Neugriechischen. Seit 1999 ist sie Professorin und als Nachfolgerin von Asterios Argyriou Direktorin des Département d'études néo-helléniques der Universität Straßburg.
Forschungsschwerpunkte sind die neugriechische Sprachwissenschaft (insbesondere Genitiv, Substantiv, Modalität), die griechische Sprache und ihre Didaktik sowie die Kontaktlinguistik.

## Schriften (Auswahl)
- (Hrsg.): Mélanges offerts à Astérios Argyriou. Ouvrage collectif dirigé par Irini Tsamadou-Jacoberger. Paris, L’Harmattan, 2000, ISBN 2-7384-9601-6.
- Le nom en grec moderne : marqueurs et opérations de détermination. Paris, L’Harmattan, 1998.
- Le génitif en grec moderne : étude de syntaxe et de variation morphosyntaxique. 1984.